# Raí
Raí Souza Vieira de Oliveira (* 15. Mai 1965 in Ribeirão Preto) ist ein ehemaliger brasilianischer Fußballspieler. Der Mittelfeldspieler wurde 1994 mit Brasilien Weltmeister. Er ist der jüngere Bruder des Fußballers Sócrates.

## Karriere
Raí Souza Vieira de Oliveira stammt aus der Großstadt Ribeirão Preto (Bundesstaat São Paulo) und ist der jüngere Bruder des brasilianischen Fußballstars Sócrates. Die Familie lebte in geordneten wirtschaftlichen Verhältnissen. Als Kind spielte Raí zunächst für die Jugendmannschaften des örtlichen Botafogo Futebol Clube und wurde 1984 in den Profikader befördert. Nachdem Raí erste Erfahrungen sammelte, wechselte er vor der Saison 1986 zu AA Ponte Preta, wo er sich allerdings nicht durchsetze.
Bereits im Folgejahr entschied sich Raí deshalb zu einem Transfer zum FC São Paulo. Nach zwei Vize-Meistertiteln feierte er mit São Paulo 1991 seine erste nationale Meisterschaft. Im Jahr darauf gelang ihm mit dem Sieg in der Copa Libertadores sein größter Erfolg, welchen er 1993 wiederholte. Bereits nach dem ersten Triumph in der Copa Libertadores wurde Raí zu Südamerikas Fußballer des Jahres gewählt. Durch seine guten Auftritte in der heimischen Liga blieb Raí auch europäischen Teams nicht unbemerkt. So kam es 1993 zum Wechsel nach Frankreich, zu Paris Saint-Germain. Bis 1998 holte er mit dem Hauptstadtklub fünf nationale Titel sowie 1996 den Pokal der Pokalsieger. 1998 kehrte er nach São Paulo zurück und spielte zwei weitere Jahre vor den brasilianischen Fans.

### Nationalmannschaft
Als Mittelfeldregisseur mit der Rückennummer 10 erzielte Raí 15 Tore in 49 Länderspielen. Mit der Nationalmannschaft Brasiliens wurde er Fußballweltmeister 1994 in den USA. Raí war mehrfach, auch bei der WM 1994, Kapitän der brasilianischen Nationalelf. Nach schwachen Leistungen in der Vorrunde wurde er jedoch auf die Bank verbannt und so war es Carlos Dunga, der am Ende als brasilianischer Kapitän den Pokal entgegennehmen durfte.

## Erfolge und Auszeichnungen

### Verein
FC São Paulo (1987–1993, 1998–2000)
- Staatsmeisterschaft von São Paulo: 1989, 1991, 1992, 2000
- Brasilianischer Meistertitel: 1991
- Brasilianischer Vize-Meister: 1989, 1990
- Copa Libertadores: 1992, 1993
- Weltpokalsieger: 1992

Paris Saint-Germain (1993–1998)
- Französischer Meister: 1993/94
- Französischer Pokalsieger: 1994/95, 1997/98
- Französischer Supercupsieger: 1995
- Französischer Ligapokalsieger: 1995, 1998
- Europapokalsieger der Pokalsieger: 1995/96

### Nationalmannschaft
- Weltmeister: 1994

### Auszeichnungen
- Südamerikas Fußballer des Jahres 1992

## Wissenswertes
Raí ist der jüngere Bruder des brasilianischen Fußballstars Sócrates, der in den 80er-Jahren ebenfalls Kapitän der brasilianischen Nationalelf war (WM-Teilnehmer 1982 und 1986) und 1983 Südamerikas Fußballer des Jahres wurde.
Raí engagiert sich für sozial benachteiligte Kinder und Jugendliche, u. a. über die von ihm gemeinsam mit dem Fußballspieler Leonardo gegründete Fundação Gol de Letra sowie über die Organisation Atletas pela Cidadania. 2012 erhielt er den Laureus Sport for Good Award.